# Mary Zorn-Hamm
Mary Zorn-Hamm (ur. 12 kwietnia 1982) – amerykańska łuczniczka, dwukrotna mistrzyni świata, siedmiokrotna halowa mistrzyni świata. Startuje w konkurencji łuków bloczkowych.

## Kariera sportowa
Największym jej osiągnięciem jest złoty medal mistrzostw świata indywidualnie w 2003 roku w Nowym Jorku.